# Knob Noster
Knob Noster – miasto w Stanach Zjednoczonych, w stanie Missouri, w hrabstwie Johnson.